# Schmelz (Sarre)
Schmelz é um município da Alemanha localizado no distrito de Saarlouis, estado do Sarre.